# Heteropora
Heteropora is een geslacht van mosdiertjes uit de familie van de Heteroporidae en de orde Cyclostomatida. De wetenschappelijke naam ervan werd in 1830 voor het eerst geldig gepubliceerd door Henri Marie Ducrotay de Blainville.

## Soorten
- Heteropora alaskensis Borg, 1933
- Heteropora chilensis Moyano, 1973
- Heteropora japonica Androsova, 1965
- Heteropora pacifica Borg, 1933
- Heteropora urupae Gontar, 2009

Niet geaccepteerde soorten:
- Heteropora claviformis Waters, 1904 → Neofungella claviformis (Waters, 1904)
- Heteropora magna O'Donoghue & O'Donoghue, 1923 → Tetrocycloecia magna (O'Donoghue & O'Donoghue, 1923)
- Heteropora neozelanica Busk, 1879 → Tetrocycloecia neozelanica (Busk, 1879)
- Heteropora parapelliculata Taylor, Schembri & Cook, 1989 → Tetrocycloecia parapelliculata (Taylor, Schembri & Cook, 1989)